# 냉대 동계 소우 기후

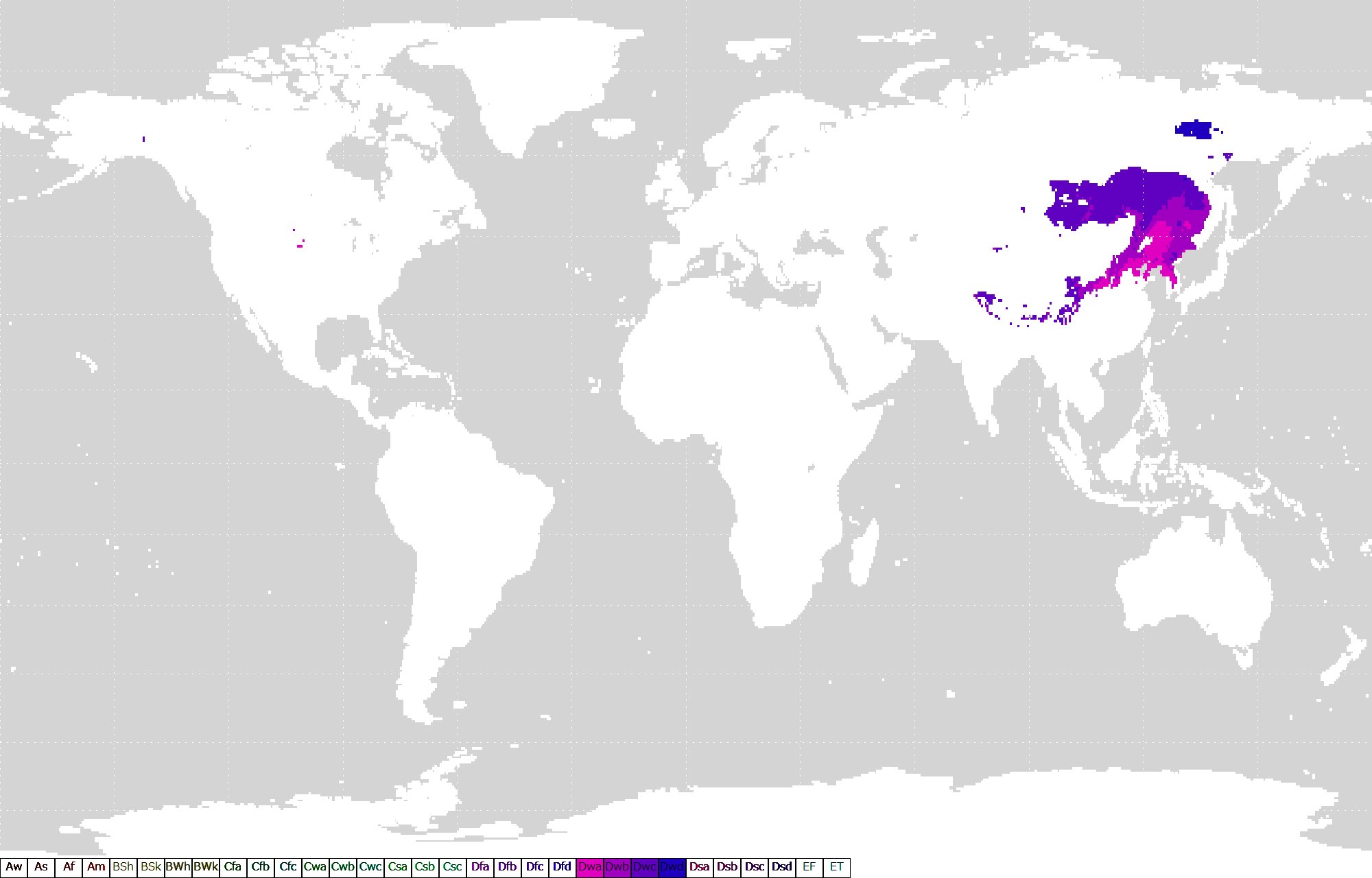
냉대 동계 소우 기후의 분포 모습.

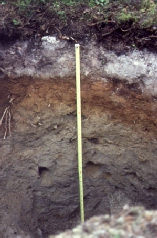
포드졸 토양의 모습. 회백색을 띠는 것이 특징이다.

냉대 동계 소우 기후(冷帶冬季少雨氣候)는 쾨펜의 기후 구분에서 냉대 기후에 속하며, 기호는 Dwa, Dwb, Dwc, Dwd로, D는 냉대, w는 동계건조(wintertrocken)를 각각 가리킨다. 그래서 트란스 바이칼 기후 라고도 한다. 여름에는 온도가 비교적 높고, 겨울에는 맑은 날씨가 지속되고 약한 바람이 분다. 복사냉각 때문에 매우 쌀쌀한 것이 특징이다. 또 여름에는 계절풍의 영향으로 비가 많이 내린다. 겨울은 여름에 비해 매우 긴 편이다. 기온의 연교차가 매우 크게 나타나는 대륙성 기후가 짙게 나타난다.
냉대 동계 소우 기후는 매우 추운 기후로, 농작물을 재배할 수 있는 곳과 재배 수종 및 수가 제한되어 있다. 수수, 옥수수, 봄밀 등을 재배한다. 북부는 타이가 기후와 같이 타이가가 많이 나타나 임업활동을 한다. 숲 또한 냉대 습윤 기후와 비슷하여 남부에는 침엽수와 활엽수가 함께 나타나는 혼합림이, 북부에는 타이가(침엽수림)이 잘 나타난다. 북부는 추위에도 잘 견디는 가늘고 뾰족한 잎을 가진 침엽수가 자라기 유리하기 때문에 타이가가, 남부에는 북부보다 따뜻하여 혼합림이 잘 나타난다. 남부 지역의 극소수에서만 벼 재배가 가능하다.
토양은 주로 포드졸이 나타나고, 혼합림에서는 갈색 삼림토가 나타나는데, 포드졸은 유기물이 분해되지는 않았으나, 소금기를 잘 머금지 않고 침엽수림의 특성 때문에 농작물을 재배하는 데에는 적합하지 않다. 그에 반해 갈색 삼림토는 물을 잘 흡수하고 포드졸에 비해 약산성을 띠기 때문에 농작물 재배와 목축에 알맞다.
이런 냉대 동계 소우 기후가 나타나는 곳으로는 시베리아 내륙 동부, 중국 화베이 동부 및 둥베이, 대한민국 강원도 내륙 지역과 경기도, 충청북도 및 산악지대, 조선민주주의인민공화국 대부분, 캐나다 및 미국의 알래스카, 네팔의 일부 지역 등이 있으며, 특히 시베리아 동부는 세계의 한극을 만들어 낸다.
그래서 이 기후가 냉대 기후의 탈을 쓴 사바나 기후라고 봐야 하는 수준에 이르게 되며, 겨울철에는 강수량이 적어져서 그렇게 건조한 만큼 불씨가 쉽게 일어나는 특성상 산불도 물론 일어나기가 쉬운 기후 대역에 속한다.

## 같이 보기
- 쾨펜의 기후 구분
- 냉대 기후
- 아극 기후
- 고지 지중해성 기후
- 습윤 대륙성 기후
- 온대 하우 기후